# حمید چیت‌چیان
حمید چیت‌چیان (زادهٔ ۱۳۳۶) مدیر ارشد اجرایی ایرانی است که در دولت یازدهم سمت وزیر نیرو ایران را برعهده داشت. او پیش از این مشاور عالی و قائم مقام وزارت نیرو دولت نهم، عضو هیئت‌مدیره شرکت توانیر و سازمان برق ایران، معاون وزیر نیرو در امور انرژی، معاون برنامه‌ریزی و امور اقتصادی وزارت نیرو، قائم مقام وزیر و مشاور عالی وزیر و رئیس شورای مشاوران وزارت نیرو نیز بوده است. با وجود سابقه وزارت، او را بیشتر به عنوان یک متخصص خوشنام حوزه برق و آب در ایران می‌شناسند.
در دوره مسئولت او در وزارت نیرو، بسیاری طرح‌های برنامه‌ریزی شده ساخت نیروگاه برق و زیرساخت‌های آبی رها شدند و در کنار آن مدیریت مصرف آب و برق با ابزار قیمتی و هدفمندسازی یارانه‌ها کنار گذاشته شد و با تشدید پلکانی کردن قبوض، سعی شد اهداف سایر وزارت‌خانه‌ها، مثل وزارت رفاه و اقتصاد در تغییر قیمت آب و برق محقق گردد. اینکار به شدت اقتصاد برق و آب کشور را دچار ناترازی کرد. به گفته چیت‌چیان، در دوران وزارت ساخت حتی ۱ سد را شروع نکرد و از ۱۴۴ سد در حال ساخت در زمان شروع وزارت، ساخت ۴۹ مورد به کل متوقف شد که این موارد را باید به خیل بسیاری که به دلایل دیگر متوقف شدند افزود که شامل مواردی مثل سد بختیاری و معشوره بودند که نبود آن‌ها در سال‌های بعد، علاوه بر عدم النفع اقتصادی و محیط زیستی، صدمات جدی جانی و مالی در سیلاب‌ها به کشور وارد کرد.
چیت‌چیان در تأسیس و پایه‌گذاری مؤسسه‌های مهمی از جمله مؤسسه تحقیقات و آموزش مدیریت وزارت نیرو، مرکز مطالعات انرژی ایران، سازمان انرژی‌های نو ایران (سانا)، سازمان بهره‌وری انرژی ایران (سابا)، مرکز اطلاعات انرژی ایران و آزمایشگاه ملی صرفه جویی انرژی ایران نقش مهم داشته است.
او فعالیت سیاسی خود را با حضور در سپاه آذربایجان شروع کرد و پس از تجربه سطوح مختلف فرماندهی با شرکت در انتخابات مجلس و کسب رأی اول از استان، نماینده آذربایجان شرقی (تبریز) در دوره سوم مجلس شورای اسلامی شد.

## تحصیلات
- دانش‌آموخته مدرسه علوی تهران
- کارشناسی مهندسی مکانیک (طراحی جامدات): دانشگاه صنعتی امیرکبیر ۱۳۵۴–۱۳۶۴ (شامل تعطیلی انقلاب فرهنگی)
- کارشناس ارشد مهندسی صنایع: دانشگاه صنعتی امیرکبیر سال ۱۳۷۴
- کارشناسی ارشد مدیریت: مرکزی آموزش مدیریت دولتی ۱۳۷۶

## سمت‌های اجرایی
- عضویت در جهاد سازندگی آذربایجان شرقی سال ۱۳۵۸
- عضویت در سطوح فرماندهی سپاه پاسداران انقلاب اسلامی ایران و حضور در جبهه‌های جنگ تحمیلی از سال ۱۳۵۹ تا دی‌ماه ۱۳۶۶
- نماینده مجلس شورای اسلامی دوره سوم (از حوزه انتخابیه تبریز) خرداد ۱۳۶۷ تا خرداد ۱۳۷۱
- عضو هیئت رئیسه مجلس سال دوم دوره سوم
- عضو مخبر کمیسیون نیرو
- عضو هیئت مدیره شرکت توانیر خرداد سال ۱۳۷۱ تا ۱۳۷۵
- عضو هیئت مدیره سازمان برق ایران
- معاون وزیر نیرو در امور انرژی از آبان ۱۳۷۲ تا شهریور ۱۳۸۴
- معاون برنامه‌ریزی و امور اقتصادی وزارت نیرو از آذر ۱۳۸۵ تا تیر ۱۳۸۷
- قائم مقام وزیر نیرو از شهریور ۱۳۸۴ تا آبان ۱۳۸۹
- مشاور عالی وزیر و رئیس شورای مشاوران وزارت نیرو از آبان ۱۳۸۹ تا مرداد ۱۳۹۲
- معاون هماهنگی و نظارت فرایندی مرکز الگوی اسلامی ایرانی پیشرفت از شهریور ۱۳۹۰ تا ۱۳۹۲
- وزیر نیرو از ۱۳۹۲ تا ۱۳۹۶
- عضو هیئت علمی دانشگاه صنعتی سهند (مربی) از سال ۱۳۷۴ تا ۱۳۸۸
- عضو هیئت علمی پژوهشگاه نیرو از سال ۱۳۸۸
- عضو هیئت امنای دانشگاه صنعتی سهند و دانشگاه هنر اسلامی تبریز از بدو تأسیس
- عضو هیئت امنای دانشگاه تربیت معلم آذربایجان از سال ۱۳۸۳ تا ۱۳۸۴
- عضو هیئت امنای دانشگاه جامع علمی - کاربردی از سال ۱۳۸۴ تا ۱۳۸۹
- عضو هیئت امنای پژوهشگاه نیرو
- رئیس هیئت مدیره انجمن علمی انرژی بادی ایران
- مدیرمسئول فصلنامه «نشریه انرژی ایران»
- عضو شورای مرکز رشد فناوری‌های دانشگاه صنعتی امیرکبیر از سال ۱۳۸۵ تا ۱۳۸۷

## عناوین بعضی از فعالیت‌ها در حوزه صنعت آب و برق
تأسیس و پایه‌گذاری:
- مؤسسه تحقیقات و آموزش مدیریت وزارت نیرو
- مرکز مطالعات انرژی ایران
- سازمان انرژی‌های نو ایران (سانا)
- سازمان بهره‌وری انرژی ایران (سابا)
- مرکز اطلاعات انرژی ایران
- آزمایشگاه ملی صرفه‌جویی انرژی ایران
- مرکز آموزش بهینه‌سازی مصرف انرژی بخش صنعت (تبریز)
- مجری طرح اولین پروژه CPH کشور (در نیروگاه کیش)
- مجری طرح اولین پروژه توربو اکسپندر در کشور (در نیروگاه‌های رامین و نیکا)
- مجری طرح اولین پروژه زمین‌گرمایی کشور (سبلان)
- مجری طرح طراحی، ساخت و راه‌اندازی اولین توربین بادی کشور با ظرفیت ۶۶۰ کیلووات
- مدیر پروژه طراحی و ساخت توربین بادی دو مگاواتی در پژوهشگاه نیرو
- مجری طرح صرفه‌جویی انرژی
- مجری طرح انرژی‌های نو
- هدایت پروژه، تدوین سند چشم‌انداز و برنامه راهبردی وزارت نیرو

## نظر فتاح در مورد چیت‌چیان
وزیر نیروی دولت نهم؛ سید پرویز فتاح با بیان آنکه مهندس چیت چیان در دولت نهم با بزرگواری، قائم مقامی وزارت نیرو را پذیرفت گفت:
بنده به عنوان وزیر نیروی دولت نهم انتخاب شدم اما باید اعتراف کنم شایستگی مهندس چیت چیان برای وزیر شدن از من نه تنها کمتر نبود. بلکه بیشتر هم بود
فتاح با بیان اینکه زمانی که به عنوان وزیر وارد این وزارت نیرو شد، آشنایی نزدیکی با این وزارتخانه نداشت، گفت:
این مورد درخصوص مهندس چیت چیان کاملاً برعکس است و ایشان با بیش از ۲۰ سال تجربه موفقی که در وزارت نیرو داشته است، کاملاً به این حوزه مسلط است.